# Opaślik
Opaślik (Barbitistes) – rodzaj owadów prostoskrzydłych z rodziny pasikonikowatych i podrodziny długoskrzydlakowych.
Są to stosunkowo duże owady. Głowę ich cechują trzykrotnie dłuższe od ciała czułki i wąski wierzchołek ciemienia z bruzdą przez środek. Przedplecze ma bruzdę poprzeczną tuż za środkiem długości oraz niewydłużony ku tyłowi dysk, którego tył częściowo nakrywa skrócone pokrywy. Śródpiersie i zapiersie pozbawione są trójkątnych płatów bocznych. Odnóża przedniej pary mają biodra bez kolców. Samca cechują esowato zakrzywione i silnie skrzyżowane przysadki odwłokowe oraz krótsza od nich płytka subgenitalna. U samicy pokładełko jest wygięte ku górze dopiero na końcu i tam też wyraźnie ząbkowane.
Takson ten wprowadził w 1825 roku Toussaint de Charpentier. Należy tu 9 opisanych gatunki:
- Barbitistes alpinus Fruhstorfer, 1920
- Barbitistes constrictus Brunner von Wattenwyl, 1878 – opaślik sosnowiec
- Barbitistes fischeri (Yersin, 1854)
- Barbitistes kaltenbachi Harz, 1965
- Barbitistes obtusus Targioni-Tozzetti, 1881
- Barbitistes ocskayi Charpentier, 1850
- Barbitistes serricauda (Fabricius, 1794)
- Barbitistes vicetinus Galvagni & Fontana, 1993
- Barbitistes yersini Brunner von Wattenwyl, 1878

Z Polski wykazywano występowanie B. constrictus i B. serricauda – ten drugi prawdopodobnie błędnie.